# SS Cotopaxi
O SS Cotopaxi era um navio a vapor, batizado em homenagem ao vulcão de mesmo nome. Desapareceu em 1° de dezembro de 1925 vindo de Charleston, EUA para Havana, Cuba com toda a tripulação.

## Características
O Cotopaxi era um navio cargueiro, levava uma carga bruta de 2351 toneladas de carvão. Foi construído pela "Great Lakes Engineering Works" em Ecorse em 1918 para a "companhia Clinchfield".
O navio tinha 77m de comprimento e 13m de largura. O motor podia impulsioná-lo à 9,5 nós (17,6 km/h).[carece de fontes?]

## Viagem final e "reaparecimento"
Em 29 de novembro de 1925, o navio partiu de Charleston na Carolina do Sul para Havana, capital de Cuba, sob ocomando do capitão WJ Meyer. Levava uma carga de carvão junto com uma tripulação de 32. Em 1° de dezembro, transmitiu um pedido de socorro, informando que começou a afundar. O navio foi dado oficialmente como desaparecido em 31 de dezembro. Apesar do pedido de socorro indicando um naufrágio, o navio foi presumido ter desaparecido no Triângulo das Bermudas.
Em 2015, o navio foi alvo de fake news indicando que ele havia reaparecido no litoral de Cuba. O caso foi desmentido pela marinha cubana.

## Outras aparições
Em Contatos imediatos de 3° grau, o navio é encontrado no Deserto de Gobi, presumivelmente deixado lá por extraterrestres.